# Sybra pseudirrorata
Sybra pseudirrorata là một loài bọ cánh cứng trong họ Cerambycidae.